# Il giocatore invisibile (film 2016)
Il giocatore invisibile è un film italiano del 2016, diretto da Stefano Alpini.
Si tratta del secondo adattamento cinematografico dell'omonimo romanzo di Giuseppe Pontiggia, dopo il film del 1985 diretto da Sergio Genni. A differenza del romanzo originale, il film è ambientato nella città di Pisa.

## Distribuzione
Il film è stato proiettato in anteprima il 16 aprile 2016 allo WorldFest di Houston ed è stato in seguito presentato in vari festival nel corso dell'anno, come il Nice International Film Festival il 12 maggio e il Salento International Film Festival il 2 settembre.
È stato distribuito nelle sale italiane il 7 dicembre 2017.